# Estallidos y bombardeos
Estallidos y bombardeos (1937) son las memorias que Wyndham Lewis, pintor y escritor inglés, escribió sobre el periodo de la Primera Guerra Mundial, así como sobre los años de posguerra. No sólo se recogen las reflexiones y viviencias de Lewis vinculadas al conflicto, sino que también ahonda en las inquietudes artísticas de la época, especialmente en las ideas que promulgaron vanguardias como el Futurismo o el Vorticismo, movimiento vanguardista inglés del que fue creador con Ezra Pound, y en el que también colaboró, entre otros muchos artistas y escritores, el poeta T. S. Eliot.
El libro puede leerse, por tanto, desde diferentes perspectivas. A pesar de su título bélico, los ataques más mordaces tienen lugar en los salones de las mansiones de las grandes familias inglesas, donde se siguen celebrando fiestas -la mayoría frecuentada por pacifistas- mientras en Francia luchan los soldados (los conocidos como tommies).
Aunque sin actividad durante la Primera Guerra Mundial (muchos de ellos estaban en el frente; de hecho, Henri Gaudier-Brzeska murió al año siguiente, en 1915), volvieron a reunirse y a exponer, como Group X en 1920, año en que se separaron definitivamente.
Existe una edición de 1967 (Londres: Calder & Boyars), aunque presenta cambios notables si se compara con la primera, de 1937. Estos "retoques" póstumos fueron realizados por su viuda, Gladys Anne, que modificó algunos fragmentos para intentar que la reputación del marido no siguiera manchada tras su muerte. Las alteraciones son, en su mayoría, innecesarias, y no mejoran (ni empeoran) la imagen que se pueda tener de Lewis. Lo único que revelan es lo mal que lo debió pasar su mujer.